# Rhaphidura
Rhaphidura  es un género de plantas con flores perteneciente a la familia de las rubiáceas. Incluye una sola especie: Rhaphidura lowii (Ridl.) Bremek. (1940).
Es nativo de Borneo.